# Leucozona pruinosa
Leucozona pruinosa är en tvåvingeart som beskrevs av Doczkal 2003. Leucozona pruinosa ingår i släktet lyktblomflugor, och familjen blomflugor. Inga underarter finns listade i Catalogue of Life.